# مصطفی ازکیا
مصطفی ازکیا (متولد ۱۳۲۰ در تنکابن) جامعه‌شناس ایرانی، استاد بازنشسته گروه توسعه روستایی دانشگاه تهران و عضو هیئت تحریریه نشریه توسعه روستایی دانشگاه تهران است. او دوره کارشناسی و کارشناسی ارشد علوم اجتماعی را در دانشگاه تهران گذراند و دوره دکتری جامعه‌شناسی را در سال ۱۳۵۹ در دانشگاه آبردین به پایان برد. ازکیا بنیانگذار رشته توسعه روستایی در ایران است و آثارش عمدتاً در حوزه جامعه‌شناسی روستایی، جامعه‌شناسی توسعه و روش تحقیق هستند.